# 프랑스 대테러
《프랑스 대테러》(영어: Made in France)는 2015년에 부산 국제 영화제에서 상영한 프랑스의 서스펜스, 미스터리, 범죄 영화이다.

## 줄거리
샘은 기사를 쓰기 위해 몇 달 전 파리 외곽의 이슬람 근본주의 집단에 잠입한 언론인이다. 그는 취재과정에서 지하드에 참전하기 위해 외국으로 떠나려는 네 명의 젊은 광신자 그룹에 접근한다. 하지만 그룹 리더이자 개종한 프랑스인인 하산/로랑이 파키스탄 훈련 캠프에서 테러리스트들과 접촉하고 돌아오면서 모든 게 뒤바뀐다.

## 캐스팅
주연
- 말리크 지디 : 샘 역
- 디미트리 스토로지 : 하산 역
- 프랑수아 시빌 : 크리스토프 역
- 나심 시 아메드 : 드리스 역
- 아흐마드 드라메 : 시디 역

조연
- 나일리아 아르준
- 니콜라스 그랜드옴므
- 아사드 보우압
- 프랑크 가스탐비드
- 쥐디트 다비스